# Lymantria iris
Lymantria iris är en fjärilsart som beskrevs av Embrik Strand 1910. Lymantria iris ingår i släktet Lymantria och familjen tofsspinnare. Inga underarter finns listade i Catalogue of Life.